# Kasteel IJsselstein
Het kasteel IJsselstein ligt in het centrum van de plaats IJsselstein in de Nederlandse provincie Utrecht. Het kasteel werd reeds in 1144 genoemd. Het kasteel werd, met goedkeuring van Jacoba van Beieren, in 1418 gesloopt om in 1427 opnieuw te worden opgebouwd.
De bekendste bewoners van het kasteel stamden uit het geslacht Van Amstel.
Zij stichtten vanuit het kasteel omstreeks 1300 de plaats IJsselstein en noemden zich sindsdien Van IJsselstein. Gijsbrecht van IJsselstein kreeg toestemming van de bisschop van Utrecht om in IJsselstein een parochiekerk te bouwen. Deze Sint-Nicolaaskerk werd in 1310 ingewijd. Onder Gijsbrecht groeide IJsselstein uit van een kasteel met wat boerderijen tot een stad.
In 1297 is het kasteel een jaar lang belegerd geweest en verdedigd door Bertha van Heukelom, de vrouw van Gijsbert van IJsselstein.
Na 1511 verloor het kasteel zijn functie en werd het na gestaag verval vanaf 1700 in 1887 gesloopt. De hoofdtoren (de Looierstoren) is aan de Kasteellaan bewaard gebleven. Deze is eigendom van de Nationale Monumentenorganisatie.
Kasteel IJsselstein speelt een hoofdrol in het 19e-eeuwse jeugdboek Fulco de minstreel.